# Bantry Bay
Bantry Bay es un suburbio de Ciudad del Cabo. Está situado en las laderas del Cabeza de León, que es un valor atípico erosionado de arenisca y con vistas a una costa rocosa. Hay una placa a la orilla del mar que conmemora una visita de Charles Darwin, quien hizo aquí importantes observaciones geológicas relacionadas con la naturaleza y el origen del granito.

## Toponimia
Originalmente se llamó Botany Bay por un jardín botánico que se plantó allí para el cultivo de hierbas medicinales. El nombre fue cambiado durante la Primera Guerra Mundial.

## Demografía
Según el censo de 2011, había 820 personas residiendo en Bantry Bay. La densidad de población era de 2,160 hab./km². De los 820 habitantes, Bantry Bay estaba compuesto por el 75.49% blancos, el 13.78% eran negros, el 7.68% eran coloureds, el 1.34% eran asiáticos y el 1.71% pertenecían a otras razas.